# Lijst van voetbalinterlands Bulgarije - Noord-Korea (vrouwen)
Deze lijst van voetbalinterlands is een overzicht van alle officiële voetbalinterlands tussen de nationale vrouwenteams van Bulgarije en Noord-Korea. De landen hebben tot nu toe twee keer tegen elkaar gespeeld.

## Wedstrijden
| № | Plaats | Datum        | Competitie | Wedstrijd               | Uitslag |
| - | ------ | ------------ | ---------- | ----------------------- | ------- |
| 1 | Varna  | 6 april 2001 | Albena Cup | Bulgarije − Noord-Korea | 0 − 3   |
| 2 | Varna  | 5 april 2002 | Albena Cup | Bulgarije − Noord-Korea | 0 − 4   |

## Samenvatting
| Competitie | Totaal gespeeld | Winst Bulgarije | Gelijk | Winst Noord-Korea | Doelsaldo Bulgarije – Noord-Korea |
| ---------- | --------------- | --------------- | ------ | ----------------- | --------------------------------- |
| Albena Cup | 2               | 0               | 0      | 2                 | 0 − 7                             |
| Totaal     | 2               | 0               | 0      | 2                 | 0 − 7                             |